# Брейткопф, Анна Ивановна
Анна Ивановна фон Брейткопф (урожденная нем. Anna Franziska Breitkopf; 1751 — 11 (23) февраля 1823) — первая начальница петербургского и московского училищ ордена Святой Екатерины.

## Биография
Родилась в 1751 году в Австрийских Нидерландах в семье католического вероисповедания. Служила гувернанткой в доме княгини В. А. Шаховской, где её брат Иосиф Парис занимал должность врача. В первое время после основания Екатерининского института в Петербурге ввиду малого количества воспитанниц в нем не предполагалось начальницы.  
Впоследствии, по рекомендации княгини Шаховской главное руководство институтом было возложено на Анну Ивановну фон Брейткопф, которая была назначена начальницей и оставалась в этой должности до 1823 года. Когда в 1802 году Екатерининский институт был основан и в Москве, Брейткопф была назначена — для устроения его по образцу петербургского — и его начальницей. Но поскольку одновременное заведование двумя институтами было сложно, после первого московского выпуска Брейткопф подала императрице прошение об оставлении её начальницей одного института и с 1807 года руководила только петербургским институтом
В 1820 году ей были пожалованы в аренду земли Зерен-Альт и Тальзингкальн в Курляндской губернии, вблизи Фридрихштадта. 
Умерла в Петербурге 11 (23) февраля 1823 года после трёхдневной болезни. По воспоминаниям А. О. Смирновой, Брейткопф пользовалась общей любовью своих многочисленных воспитанниц и они от души называли её maman. Её смерть стала большим горем для всего института. Похоронена на Волковском лютеранском кладбище.

## Семья
Муж — Фёдор Иванович (Бернгард Теодор) фон Брейткопф (Breitkopf; 1749—1820), генерал-майор, действительный статский советник, нотный издатель и композитор — преподавал в петербургском Екатерининском институте немецкий язык и арифметику. Их дочери:
- Устиния Фёдоровна (1782—1820), была замужем за президентом медицинской коллегии В. Н. Зиновьевым и родила 4 сыновей и 7 дочерей.
- Наталья Фёдоровна (?—1838), замужем (с 12 ноября 1826 года[8]) за Николаем Егоровичем Дириным.
- Эмилия Фёдоровна (1790—1851)